# Cheilotrichia (Empeda) maneauensis
Cheilotrichia (Empeda) maneauensis is een tweevleugelige uit de familie steltmuggen (Limoniidae). De soort komt voor in het Australaziatisch gebied.